# Liste der Premierminister von Malta
Die Liste der Premierminister von Malta umfasst die Premierminister von Malta seit dem 26. Oktober 1921. Nachdem die britische Kronkolonie am 3. März 1962 den Status als Staat von Malta erhielt, erlangte es am 21. September 1964 die Unabhängigkeit von Großbritannien. Seit 13. Dezember 1974 ist Malta eine Republik.
| Name                                                                                         | Lebensdaten | Amtszeit von       | Amtszeit bis       |
| -------------------------------------------------------------------------------------------- | ----------- | ------------------ | ------------------ |
| Joseph Howard                                                                                | 1862–1925   | 26. Oktober 1921   | 13. Oktober 1923   |
| Francesco Buhagiar                                                                           | 1876–1934   | 13. Oktober 1923   | 22. September 1924 |
| Ugo Pasquale Mifsud (1. Amtszeit)                                                            | 1889–1942   | September 1924     | August 1927        |
| George Strickland                                                                            | 1861–1940   | August 1927        | 21. Juni 1932      |
| Ugo Pasquale Mifsud (2. Amtszeit)                                                            | 1889–1962   | 21. Juni 1932      | 2. November 1933   |
| Das Amt des Premierministers war vom 2. November 1933 bis zum 4. November 1947 nicht besetzt |             |                    |                    |
| Paul Boffa                                                                                   | 1890–1962   | 4. November 1947   | 26. September 1950 |
| Enrico Mizzi                                                                                 | 1885–1950   | 26. September 1950 | 20. Dezember 1950  |
| Ġorġ Borg Olivier (1. Amtszeit)                                                              | 1911–1980   | 20. Dezember 1950  | 11. März 1955      |
| Dom Mintoff (1. Amtszeit)                                                                    | 1916–2012   | 11. März 1955      | 26. April 1958     |
| Das Amt des Premierministers war vom 26. April 1958 bis zum 3. März 1962 nicht besetzt       |             |                    |                    |
| Ġorġ Borg Olivier (2. Amtszeit)                                                              | 1911–1980   | 3. März 1962       | 21. Juni 1971      |
| Dom Mintoff (2. Amtszeit)                                                                    | 1916–2012   | 21. Juni 1971      | 22. Dezember 1984  |
| Carmelo Mifsud Bonniċi                                                                       | 1933–2022   | 22. Dezember 1984  | 12. Mai 1987       |
| Edward Fenech Adami (1. Amtszeit)                                                            | * 1934      | 12. Mai 1987       | 28. Oktober 1996   |
| Alfred Sant                                                                                  | * 1948      | 28. Oktober 1996   | 6. September 1998  |
| Edward Fenech Adami (2. Amtszeit)                                                            | * 1934      | 6. September 1998  | 23. März 2004      |
| Lawrence Gonzi                                                                               | * 1953      | 23. März 2004      | 11. März 2013      |
| Joseph Muscat                                                                                | * 1974      | 11. März 2013      | 13. Januar 2020    |
| Robert Abela                                                                                 | * 1977      | 13. Januar 2020    | amtierend          |